# Georges El-Murr
Georges El-Murr BC (* 11. Oktober 1930 in Ka’â bei Baalbek, Libanon; † 8. Februar 2017) war ein libanesischer Ordensgeistlicher und melkitischer Erzbischof von Petra und Philadelphia in Jordanien.

## Leben
Die Priesterweihe zum Ordenspriester der Basilianer vom hl. Johannes dem Täufer empfing er am 27. Juli 1958. 1968 wurde er zum Vikar für den Bezirk Irbid berufen und wechselte 1991 nach Newton (USA). Mit der Ernennung zum Erzbischof von Petra und Philadelphia am 26. August 1992 wurde er Nachfolger von Erzbischof Saba Youakim. Am 23. Oktober 1992 spendete ihm der Melkitische Patriarch Erzbischof Maximos V. Hakim in Amman die Bischofsweihe, als Mitkonsekratoren assistierten die Erzbischöfe André Haddad BS von Zahlé und Furzol (Libanon) und Abraham Nehmé BC von Homs (Syrien).
In seiner Eigenschaft als Erzbischof weihte er Elias Chacour zum Erzbischof von Akka (Israel) und war Mitkonsekrator bei Georges Nicolas Haddad SMSP Exarch von Argentinien, Bischof Abdo Arbach Exarch von Argentinien und seinem späteren Nachfolger Erzbischof Yasser Ayyash. Im Nebenamt war er von 1997 bis 2007 Patriarchal-Exarch der melkitischen Kirche im Irak. Papst Benedikt XVI. nahm am 18. Juni 2007 seinen altersbedingten Rücktritt an.

## Politische Positionen
Für politisches Aufsehen sorgte der Erzbischof im Jahr 2002, als er von den USA und der Europäischen Union diplomatische und wirtschaftliche Sanktionen gegen Israel forderte. Er protestierte damit gegen die anhaltenden bewaffneten Auseinandersetzungen in Palästina und rief Israel zum Abzug auf. 

„‚Solange die USA nur leere Worte und hohle Drohungen aussprechen, stehen sie in dem Konflikt auf Seiten Israels‘, sagte El-Murr. Weder die EU noch die USA haben seiner Ansicht nach in der Vergangenheit genug getan, um den Konflikt zu vermeiden. Im ehemaligen Jugoslawien oder im Irak und in Afghanistan habe sich die internationale Gemeinschaft eingemischt, Israel jedoch lasse man gewähren.“